# Unterkulm
Unterkulm – gmina (niem. Einwohnergemeinde) w północnej Szwajcarii, w kantonie Argowia, siedziba okręgu Kulm. 31 grudnia 2014 liczyła 2918 mieszkańców.